# Gwalior (Division)
Die Division Gwalior (Hindi ग्वालियर संभाग) ist eine Division im indischen Bundesstaat Madhya Pradesh. Die Hauptstadt ist Gwalior.

## Geschichte
Die Division wurde 1956 nach dem States Reorganisation Act gegründet. Sie umfasste Teile des aufgelösten und an Madhya Pradesh angegliederten Bundesstaats Madhya Bharat.

## Distrikte
Die Division Gwalior besteht aus fünf Distrikten:
| Distrikt   | Hauptstadt | Fläche in km² | Einwohner (Stand: 2011) | Bev.-Dichte in E/km² |
| ---------- | ---------- | ------------- | ----------------------- | -------------------- |
| Ashoknagar | Ashoknagar | 4.674         | 845.071                 | 181                  |
| Datia      | Datia      | 2.902         | 786.754                 | 271                  |
| Guna       | Guna       | 6.390         | 1.241.519               | 194                  |
| Gwalior    | Gwalior    | 4.560         | 2.032.036               | 446                  |
| Shivpuri   | Shivpuri   | 10.066        | 1.726.050               | 171                  |